# Hemityphis crustulatus
Hemityphis crustulatus är en kräftdjursart. Hemityphis crustulatus ingår i släktet Hemityphis och familjen Platyscelidae. Inga underarter finns listade i Catalogue of Life.